# 张掖市市长列表
以下列出历任张掖市市长：

## 中华民国时期
- 张掖县知事
  - 周廷元，1922年-1924年在任。
  - 阎权，1925年在任。
  - 柴春林，1926年在任。
- 张掖县县长
  - 张友芬，1927年在任。
  - 刘广勋，1927年-1928年在任。
  - 马凤图，1928年-1929年在任。
  - 戴瑾珊，1931年在任。
  - 张仞千，1932年2月-1932年11月在任。
  - 邵永庆，1932年11月-1934年2月在任。
  - 廖万迳，1934年2月-1936年1月在任。
  - 曹英，1936年1月-1937年6月在任。
  - 魏泰兴，1937年7月-1937年11月在任。
  - 马鹤年，1937年6月-1938年2月在任。
  - 马继周，1938年2月-1940年3月在任。
  - 王振纲，1940年3月-1941年1月在任。
  - 邵体璋，1941年1月-1942年3月在任。
  - 莫志泉，1942年3月-1942年9月在任。
  - 张怀琨，1942年9月-1944年3月在任。
  - 张仰文，1944年4月-1944年7月在任。
  - 何让，1944年7月-1946年6月在任。
  - 黄志安，1946年6月-1947年在任。
  - 杨慕霆，1947年7月-1949年5月在任。
  - 胡步虬，1949年5月-1949年9月在任。

## 中华人民共和国时期

### 地级
- 张掖分区行政督察专员公署专员
  - 1949年9月25日，设置张掖分区行政督察专员公署；1950年5月撤销，辖县划入武威分区与酒泉分区。
  - 李维钧，1949年9月-1950年5月在任。
- 张掖专员公署专员
  - 1955年10月，武威专员公署与酒泉专员公署合并为张掖专员公署。
  - 高鹤龄，1955年10月-1958年4月在任。
  - 龚复新，1958年4月-1960年1月在任。
  - 高鹤龄，1960年1月-1961年12月在任。
  - 杨生春，1961年12月-1962年9月在任。
  - 苗彪，1962年9月-1966年5月在任。
  - 云尚秀，1966年3月任命，未到职。
- 张掖专区/地区革命委员会主任
  - 1968年3月，张掖专员革命委员会成立；1978年12月撤销。
  - 王广义，1968年3月-1975年11月在任。
  - 窦述，1975年11月-1977年7月在任。
  - 薛浩平，1977年7月-1978年7月在任。
  - 谢占儒，1978年7月-1978年12月在任。
- 张掖地区行政公署专员
  - 1978年12月，成立张掖地区行政公署。2002年3月1日，地市合并，设地级张掖市。
  - 茹春枫，1978年12月-1980年8月在任。
  - 王林，1980年8月-1981年11月在任。
  - 王化成，1981年11月-1983年7月在任。
  - 崔岩，1983年11月-1989年4月在任。
  - 周明辉，1989年4月-1990年12月在任。
  - 黄植培
  - 田宝忠，甘肃天水人，2000年2月-2002年11月在任。

### 县级
- 张掖县县长
  - 曾耀，河北容城人，1949年9月-1952年12月在任。
  - 王佳邦，陕西佳县人，1952年12月-1954年3月在任。
  - 耿尚俊，甘肃镇原人，1954年3月-1955年3月在任。
  - 贺德贵，陕西人，1955年3月-1956年1月在任。
  - 黄振先，陕西人，1956年1月-1956年10月在任。
  - 李维先，甘肃张掖人，1956年10月-1956年12月在任。
  - 刘守贤，甘肃镇原人，1957年1月-1959年2月在任。
- 张掖市市长
  - 1958年12月撤县设市，由张掖专区代管（为地级）；1961年12月撤销。
  - 市长空缺，副市长茹春枫、杜聿甫。
- 张掖县县长
  - 1961年12月撤市复县，1985年12月再次撤县设市。
  - 唐凤仪，甘肃合水人，1961年12月-1966年5月在任。
- 张掖县革命委员会主任
  - 贺启文，河北人，1968年4月-1971年4月在任。
  - 周广智，安徽人，1971年4月-1974年1月在任。
  - 王金发，陕西大荔人，1974年10月-1978年3月在任。
  - 段仰福，山西临汾人，1978年3月-1978年7月在任。
  - 朱发荣，甘肃永昌人，1978年8月-1980年7月在任。
- 张掖县县长
  - 朱发荣，甘肃永昌人，1980年7月-1983年10月在任。
  - 邢志广，江苏如皋人，1983年10月-1985年12月在任。
- 张掖市市长
  - 1985年12月设置县级张掖市。2002年3月1日，地市合并，县级张掖市改为地级张掖市甘州区。
  - 魏职高，甘肃皋兰人，1986年4月-1987年3月在任。
  - 毛郁生，甘肃山丹人，1987年3月-1989年7月在任。
  - 彭尔笃，甘肃榆中人，1989年7月-

### 地级张掖市
- 地级张掖市市长
  - 田宝忠，甘肃天水人，2002年11月-2004年7月在任。
  - 何振中，甘肃会宁人，2004年7月-2008年4月在任。
  - 栾克军，甘肃平凉人，2008年4月-2012年8月在任。
  - 黄泽元，甘肃民勤人，2012年8月-在任。